# Вулф-Рівер (округ Віннебаго, Вісконсин)
Вулф-Рівер (англ. Wolf River) — місто (англ. town) в США, в окрузі Віннебаґо штату Вісконсин. Населення — 1203 особи (2020).

## Демографія
Згідно з переписом 2010 року, у місті мешкало 1189 осіб у 538 домогосподарствах у складі 375 родин. Було 849 помешкань
Расовий склад населення:
| - 98,3 % — білих - 0,5 % — корінних американців - 0,1 % — азіатів |

До двох чи більше рас належало 0,6 %. Частка іспаномовних становила 1,3 % від усіх жителів.
За віковим діапазоном населення розподілялося таким чином: 14,3 % — особи молодші 18 років, 63,2 % — особи у віці 18—64 років, 22,5 % — особи у віці 65 років та старші. Медіана віку мешканця становила 50,6 року. На 100 осіб жіночої статі у місті припадало 109,3 чоловіків;  на 100 жінок у віці від 18 років та старших — 109,7 чоловіків також старших 18 років.
Середній дохід на одне домашнє господарство  становив 83 824 долари США (медіана — 73 929), а середній дохід на одну сім'ю — 94 528 доларів (медіана — 79 458). Медіана доходів становила 56 667 доларів для чоловіків та 40 700 доларів для жінок. За межею бідності перебувало 7,1 % осіб, у тому числі 18,3 % дітей у віці до 18 років та 5,3 % осіб у віці 65 років та старших.
Цивільне працевлаштоване населення становило 568 осіб. Основні галузі зайнятості: виробництво — 23,8 %, освіта, охорона здоров'я та соціальна допомога — 18,1 %, будівництво — 12,0 %, роздрібна торгівля — 10,2 %.